# Martijn Meerdink
Martijn Meerdink, né le 15 septembre 1976 à Winterswijk aux Pays-Bas, est un footballeur international néerlandais qui évolue au poste d'ailier droit.

## Biographie

### En club
Né à Winterswijk aux Pays-Bas, Martijn Meerdink commence le football au WVC Winterswijk avant d'être formé par De Graafschap. Il joue son premier match en professionnel avec cette équipe, le 14 novembre 1998, lors d'une rencontre de première division néerlandaise face au Roda JC. Il est titularisé et son équipe s'incline par trois buts à deux.
Lors de l'été 2002, Martijn Meerdink s'engage en faveur de l'AZ Alkmaar. Il joue son premier match sous es nouvelles couleurs le 17 août 2002, lors de la première journée de la saison 2002-2003 d'Eredivisie face au SC Heerenveen. Il est titularisé et les deux équipes se neutralisent (3-3 score final).
Le 1er février 2006 il prolonge son contrat à l'AZ, étant désormais lié au club jusqu'en juin 2010.
Courtisé par le FC Groningue, Martijn Meerdink rejoint le club en janvier 2007.
Peu utilisé par le FC Groningue lors de la saison 2008-2009, il est laissé libre par le club en juin 2009.
Meerdink fait ainsi son retour dans le club de ses débuts, De Graafschap à l'été 2009. Il joue cependant très peu, sa fin de carrière étant perturbée par plusieurs blessures et il met un terme à sa carrière professionnelle à l'été 2010.

### En sélection
Martijn Meerdink est convoqué pour la première fois avec l'équipe nationale des Pays-Bas en février 2006 par le sélectionneur Marco van Basten. Il honore ainsi sa première sélection le 1er mars 2006 contre l'Équateur. Il est titularisé et les Pays-Bas s'imposent par un but à zéro ce jour-là.

### Reconversion
Après sa carrière de joueur, Martijn Meerdink entraîne notamment les équipes de jeunes de De Graafschap.

## Vie privée
Martijn Meerdink est le père de Mexx Meerdink, lui aussi footballeur professionnel,.